# Berlin-Marathon 2014
| 41. Berlin-Marathon    | 41. Berlin-Marathon                |
| ---------------------- | ---------------------------------- |
| Stadt                  | Berlin, Deutschland                |
| Datum                  | 28. September 2014                 |
| Distanz                | 42,195 Kilometer                   |
| Sieger                 |                                    |
| Männer                 | Dennis Kipruto Kimetto (2:02:57 h) |
| Frauen                 | Tirfi Tsegaye (2:20:18 h)          |
| ← Berlin-Marathon 2013 | Berlin-Marathon 2015 →             |
| Website                | Offizielle Website                 |

Der Berlin-Marathon 2014 war die 41. Ausgabe der jährlich stattfindenden Laufveranstaltung in Berlin, Deutschland. Der Marathon fand am 28. September 2014 statt und war der fünfte Lauf der World Marathon Majors 2013/14 des Jahres.
Bei den Männern gewann Dennis Kipruto Kimetto mit Weltrekord in 2:02:57 h, bei den Frauen Tirfi Tsegaye in 2:20:19 h. Auch der Zweitplatzierte, Emmanuel Kipchirchir Mutai, hätte mit 2:03:13 h den bisherigen Weltrekord (2:03:23 h) verbessert.

## Ergebnisse

### Männer
| Platz | Athlet                     | Land      | Zeit (h)   |
| ----- | -------------------------- | --------- | ---------- |
| 01    | Dennis Kipruto Kimetto     | Kenia     | 2:02:57 WR |
| 02    | Emmanuel Kipchirchir Mutai | Kenia     | 2:03:13 PB |
| 03    | Abera Kuma                 | Äthiopien | 2:05:56 PB |
| 04    | Geoffrey Kipsang Kamworor  | Kenia     | 2:06:39    |
| 05    | Eliud Kiptanui             | Kenia     | 2:07:28    |
| 06    | Franklin Chepkwony         | Kenia     | 2:07:35    |
| 07    | Levy Matebo Omari          | Kenia     | 2:08:33    |
| 08    | Maswai Kiptanui            | Kenia     | 2:10:18    |
| 09    | Tsegay Kebede              | Äthiopien | 2:10:27    |
| 10    | Kazuki Tomaru              | Japan     | 2:11:25 PB |

### Frauen
| Platz | Athletin                   | Land               | Zeit (h)   |
| ----- | -------------------------- | ------------------ | ---------- |
| 01    | Tirfi Tsegaye              | Äthiopien          | 2:20:18 WL |
| 02    | Feyse Tadese               | Äthiopien          | 2:20:27 PB |
| 03    | Shalane Flanagan           | Vereinigte Staaten | 2:21:14 PB |
| 04    | Tadelech Bekele            | Äthiopien          | 2:23:02 PB |
| 05    | Abebech Afework            | Äthiopien          | 2:25:02    |
| 06    | Kayoko Fukushi             | Japan              | 2:26:25    |
| 07    | Anna Hahner                | Deutschland        | 2:26:44 PB |
| 08    | Inés Melchor               | Peru               | 2:26:48 AR |
| 09    | René Kalmer                | Südafrika          | 2:29:27 PB |
| 10    | Adriana Aparecida da Silva | Brasilien          | 2:38:05    |